# Oppervlaktedyslexie
Oppervlaktedyslexie wil zeggen dat men problemen heeft met het herkennen van het woordbeeld. Het is een vorm van dyslexie.
Elk geschreven woord activeert (bij het lezen) 3 kenmerken daarvan in het brein :
1. Het beeld / het plaatje
2. De betekenis
3. De klank

Oppervlaktedyslecten "scannen" woorden en slaan het geschreven woord op als een totaalplaatje zonder veel details.
Letter voor letter het plaatje oproepen lukt niet echt en daarom is spellen voor oppervlaktedyslecten vaak lastig.
Om het "gedetailleerde" plaatje te leren herkennen kun je als oppervlaktedyslect "voelend" gaan werken: Veel schrijven zodat je vanuit je pen voelt, of juist typen (dit laatste werkt niet voor iedereen). Ook kun je de letters in kleivorm of houtvorm leggen om een woordbeeld op detail te voelen.
Het woord oppervlaktedyslect zegt letterlijk wat deze mensen ook ervaren:
- "Scannen" van woorden gaat heel goed, kost weinig energie of aandacht,
- "Erin duiken" kost meer energie en vergt het ontwikkelen van eigen methodes die het werkbaar maken.

Oppervlaktevlaktedyslexie verschilt sterk van fonologische dyslexie, want daar is het net andersom: men heeft geen moeite met het woordbeeld maar juist met het uitspreken van woorden.
Vaak worden (uit noodzaak) ook andere delen van het brein geactiveerd, dit maakt dyslecten vaak creatiever dan gemiddeld.